# Simpsons diskografi
Simpsons är en amerikansk animerad komediserie på FOX. Tillsammans med tv-serien har det producerats två studioalbum och fyra soundtrackalbum. Två av soundtrackalbumen finns i en samlingsutgåva och sex singlar har släppts. Två musikvideor har producerats från det första studioalbumet, dessa låtar återfinns som extra material på dvd:n för säsong 2. Samtliga fasta röstskådespelare, samt ett flertal återkommande samt gästskådespelare från tv-serien återfinns på albumen.

## Försäljningsnivå
- Do the Bartman - Storbritannien: Guldskiva
- Songs in the Key of Springfield - Storbritannien: Silverskiva
- The Simpsons Sing the Blues - USA: Dubbel platinaskiva
- The Simpsons Sing the Blues - Storbritannien: Guldskiva

## Studioalbum
| Album                       | Låtar | Längd | Release          | Förlag         | Format              |
| --------------------------- | ----- | ----- | ---------------- | -------------- | ------------------- |
| The Simpsons Sing the Blues | 10    | 40:21 | 17 december 1990 | Geffen Records | CD, Kassettband, LP |
| The Yellow Album            | 10    | 46:41 | 1998             | Geffen Records | CD                  |

## Soundtrack
| Album                           | Låtar | Längd | Release           | Förlag                 | Format          |
| ------------------------------- | ----- | ----- | ----------------- | ---------------------- | --------------- |
| Songs in the Key of Springfield | 39    | 55:56 | 18 mars 1997      | Rhino Entertainment    | CD              |
| Go Simpsonic with The Simpsons  | 53    | 59:48 | 2 november 1999   | Rhino Entertainment    | CD              |
| The Simpsons Movie: The Music   | 15    | 40:44 | 24 juli 2007      | Adrenaline Music Group | CD              |
| The Simpsons Movie: The Music   | 16    | 43:08 | 24 juli 2007      | Adrenaline Music Group | Nerladdning     |
| Testify                         | 41    | 40:44 | 17 september 2007 | Shout! Factory         | CD, Nerladdning |

## Samlingsalbum
| Album                                                          | Låtar | Längd  | Release      | Förlag              | Format    |
| -------------------------------------------------------------- | ----- | ------ | ------------ | ------------------- | --------- |
| Songs in the Key of Springfield/Go Simpsonic with The Simpsons | 92    | 115:44 | 16 juli 2001 | Rhino Entertainment | Dubbel-cd |

## Singel
| Album                         | Längd | Release          | Från album                      | Format              |
| ----------------------------- | ----- | ---------------- | ------------------------------- | ------------------- |
| Do the Bartman                | 03:59 | 20 november 1990 | The Simpsons Sing the Blues     | CD, LP, Kassettband |
| Deep, Deep Trouble            | 04:28 | 1991             | The Simpsons Sing the Blues     | CD                  |
| God Bless the Child           | 04:30 | 1991             | The Simpsons Sing the Blues     | CD                  |
| The Streets of Springfield    | 05:55 | 1997             | Songs in the Key of Springfield | CD                  |
| Spider-Pig                    | 01:44 | 2007             | The Simpsons Movie: The Music   | CD, Nerladdning     |
| The Simpsons Theme: Green Day | 01:23 | 24 juli 2007     | -                               | Nerladdning         |

## Musikvideo
| Album              | Längd | Release | Regissör    | Produktionskod | DVD      |
| ------------------ | ----- | ------- | ----------- | -------------- | -------- |
| Do the Bartman     | 06:04 | 1990    | Brad Bird   | 7F75           | Säsong 2 |
| Deep, Deep Trouble | 04:02 | 1991    | Gregg Vanzo | 7F76           | Säsong 2 |